# Жан Мореас
Жан Мореас (фр. Jean Moréas), справжнє ім'я Іоанніс А. Пападіамантопулос (грец. Ιωάννης Α. Παπαδιαμαντόπουλος, 15 квітня 1856, Афіни — 30 березня 1910, Сен-Манде) — грецький та французький поет-символіст. Писав французькою та грецькою(в юності) мовами. Мореас відомий, насамперед, як теоретик символізму. Саме йому належить і сам термін «символізм», що був теоретично обґрунтований у його «Маніфесті символізму» (1886).

## Біографічні відомості
Жан Мореас, уроджений Іоанніс Пападіамантопулос, народився в Афінах в родині судді. З 1875 року жив у Парижі, де спочатку вивчав право в Сорбонні. Найвідчутніше Мореас проявив себе, як поет-символіст у свої перших збірках «Сірти» («Les Syrtes», 1884) і «Кантилени» («Les Cantilènes», 1886), які були написані французькою мовою.
Пізніше (1891) Мореас обґрунтував «романську школу», яка була першим проявом неокласицизму у французькій модерністській поезії. Він закликав повернутися до «французької ясності», забутої символістами, рівнятися на поезію XVII століття.
Найвизначніші твори Мореаса — сім книг «Стансів» («Stances»; 1899—1901, сьома видана в 1920 р.).

## Твори
- Les Syrtes (1884)
- Cantilènes (1886)
- Le Pèlerin passionné (1891)
- Stances (1893)
- Contes de la vieille France (1904)
- En rêvant sur un album de dessins (1911)